# Nuremberg Diary
Il Nuremberg Diary è il resoconto di Gustave Gilbert dei colloqui condotti durante i processi di Norimberga con i leader nazisti coinvolti nella seconda guerra mondiale e nell'Olocausto.
Gilbert, che parlava fluentemente il tedesco, prestò servizio come psicologo carcerario a Norimberga, dove arrivò il 20 ottobre 1945 e dove entrò in stretto contatto con le persone sotto processo. Il testo è costituito dagli appunti che Gilbert fece subito dopo aver parlato con i prigionieri, informazioni corroborate dalle memorie che chiese loro di scrivere su se stessi.
Dopo i capi d'accusa, Gilbert scrive: «Ho chiesto a ciascun imputato di firmare la mia copia con una breve dichiarazione che desse la sua opinione in merito». Dei venti che risposero, la maggior parte proclamò la propria innocenza incolpando Hitler e Himmler, oppure respinse completamente le accuse. Rosenberg e Streicher diedero la colpa agli ebrei.

## Contenuti del libro
Nel 1945 Gilbert fu inviato a Norimberga come traduttore per il Tribunale militare internazionale per i processi ai prigionieri tedeschi e anche psicologo dei prigionieri tedeschi. Durante il processo Gilbert divenne, dopo Douglas Kelley, il confidente di Hermann Göring, Joachim von Ribbentrop, Wilhelm Keitel, Hans Frank, Oswald Pohl, Otto Ohlendorf, Rudolf Höss, Ernst Kaltenbrunner ed altri.
Gilbert e Kelley somministrarono il test di Rorschach ai 22 imputati del gruppo dirigente nazista prima dell'inizio della prima serie di processi. Gilbert partecipò anche ai processi di Norimberga come capo psicologo militare americano e fornì una valutazione attestante la sanità mentale di Rudolf Hess. Somministrò anche i test sul quoziente d'intelligenza ai dirigenti nazisti: con 143 punti, Hjalmar Schacht raggiunse il punteggio più alto, seguito da Arthur Seyss-Inquart e Göring. Julius Streicher ottenne il punteggio più basso (106 punti).
Nel 1946, dopo i processi, Gilbert tornò negli Stati Uniti dove rimase impegnato nell'insegnamento, nella ricerca e nella scrittura. Nel 1947 pubblicò parte del suo diario, composto da osservazioni fatte durante colloqui, interrogatori, "intercettazioni" e conversazioni con prigionieri tedeschi, con il titolo Nuremberg Diary.
Di seguito è riportato un famoso scambio di opinioni che Gilbert ebbe con Göring:
Gilbert: There is one difference. In a democracy the people have some say in the matter through their elected representatives, and in the United States only Congress can declare wars.

Göring: Oh, that is all well and good, but, voice or no voice, the people can always be brought to the bidding of the leaders. That is easy. All you have to do is tell them they are being attacked, and denounce the pacifists for lack of patriotism and exposing the country to danger. It works the same way in any country.»
Gilbert: C'è una differenza. In una democrazia il popolo ha voce in capitolo attraverso i suoi rappresentanti eletti, mentre negli Stati Uniti solo il Congresso può dichiarare guerre.

Göring: Oh, questo va benissimo, ma, voce o non voce, il popolo può sempre essere portato agli ordini dei leader. È facile. Basta dire che sono stati attaccati e denunciare i pacifisti per mancanza di patriottismo e per aver esposto il Paese al pericolo. Funziona allo stesso modo in qualsiasi Paese.»

## Storia della pubblicazione ed edizioni
Il diario fu pubblicato per la prima volta nel 1947, una seconda nel 1948, e poi ripubblicato nel 1961, poco prima del processo ad Adolf Eichmann tenuto a Gerusalemme.
L'edizione londinese del 1948 contiene una prefazione di Sir David Maxwell Fyfe, vice procuratore capo della legazione britannica. L'edizione è abbreviata, anche se non viene dichiarato. Ad esempio, non è presente il commento di Göring secondo cui "il popolo può sempre essere portato agli ordini dei leader. È facile. Basta dire loro che sono stati attaccati e denunciare i pacifisti per mancanza di patriottismo e per aver esposto il Paese al pericolo. Funziona allo stesso modo in qualsiasi Paese".